# Nanomir
Nanomir (en serbe cyrillique : Наномир) est un village de Serbie situé dans la municipalité de Mionica, district de Kolubara. Au recensement de 2011, le village comptait 291 habitants.

## Démographie

### Évolution historique de la population
| 1948 | 1953 | 1961 | 1971 | 1981 | 1991 | 2002 | 2011 |
| ---- | ---- | ---- | ---- | ---- | ---- | ---- | ---- |
| 353  | 368  | 389  | 391  | 346  | 281  | 239  | 291  |

|  |